# Estiolamento
Estiolamento ou etiolação ocorre quando uma planta cresce na ausência total ou parcial de luz. A etiolação ocorre em plantas cultivadas em parcial ou total ausência de luz. Caracteriza-se por hastes longas e fracas; folhas mais pequenas e mais esparsas devido aos mais longos internodos; e uma cor amarelo pálido.

## Processo
A planta é sustentada pelos nutrientes de reserva da semente.
O estiolamento ocorre pela síntese de hormônios que faz com que o caule cresça excessivamente.
Os caules ficam longos enquanto as folhas ficam pequenas. É o mecanismo adaptativo que faz com que as sementes enterradas profundamente alonguem-se em direção à superfície. Como consequência a planta atinge alturas favoráveis à obtenção de luz.
A planta estiolada apresenta uma cor branca-amarelada pois não possui clorofila (clorose).A planta não assimila clorofila, pois os pigmentos não são estimulados na ausência de luz solar. Possui pequenas folhas e ápice culinar em forma de gancho que protege os primórdios e o meristema apical contra o atrito com o solo. As células do caule se tornam vacuoladas.
Ao atingir a luz a planta passa a ter desenvolvimento normal.